# Бушмелёв, Михаил Фёдорович
Михаил Фёдорович Бушмелёв (17 [30] ноября 1903, Воткинский завод, Вятская губерния — неизвестно) — советский хозяйственный, государственный и политический деятель.

## Биография
Родился на Воткинском заводе в 1903 году. Член ВКП(б).
С 1917 года — на хозяйственной, общественной и политической работе. В 1917—1950 гг. — курьер, кочегар, помощник машиниста, табельщик, счетовод, слесарь, производственный мастер и студент-практикант на Мотовилихинском заводе, механик цеха, заместитель начальника цеха, начальник цеха, главный механик управления капитального строительства завода № 172 им. Молотова, председатель Молотовского горисполкома, главный механик, начальник монтажных работ управления капитального строительства завода № 172 им. Молотова, председатель Молотовского райисполкома.
Избирался депутатом Верховного Совета РСФСР 1-го созыва.